# العلاقات الإماراتية الفلسطينية
العلاقات الفلسطينية الإماراتية هي العلاقات السياسية والاقتصادية التي تربط بين فلسطين والإمارات العربية المتحدة. تمتلك فلسطين سفارة لها في أبو ظبي وقنصلية عامة في دبي. كما يوجد للإمارات مكتب في فلسطين. يشكل البلدين جزءً من منطقة الشرق الأوسط كما أنهما يتشاركان معا روابط ثقافية قوية ومتشابهة. كما أن الإمارات كغيرها من البلدان الإسلامية تدعم استقلال فلسطين. يُقيم مئات الفلسطينيين في الإمارات العربية المتحدة بغرض العيش والعمل فيها.
في أغسطس 2020 توترت العلاقات بين البلدين إثر الاتفاق الإماراتي الإسرائيلي وما تبع ذلك من استدعاء دولة فلسطين سفيرها عصام مصالحة. ذكر أمين سر اللجنة التنفيذية لمنظمة التحرير الفلسطينية صائب عريقات أن الإمارات قطعت علاقتها مع السلطة الفلسطينية منذ عام 2014.

## التاريخ

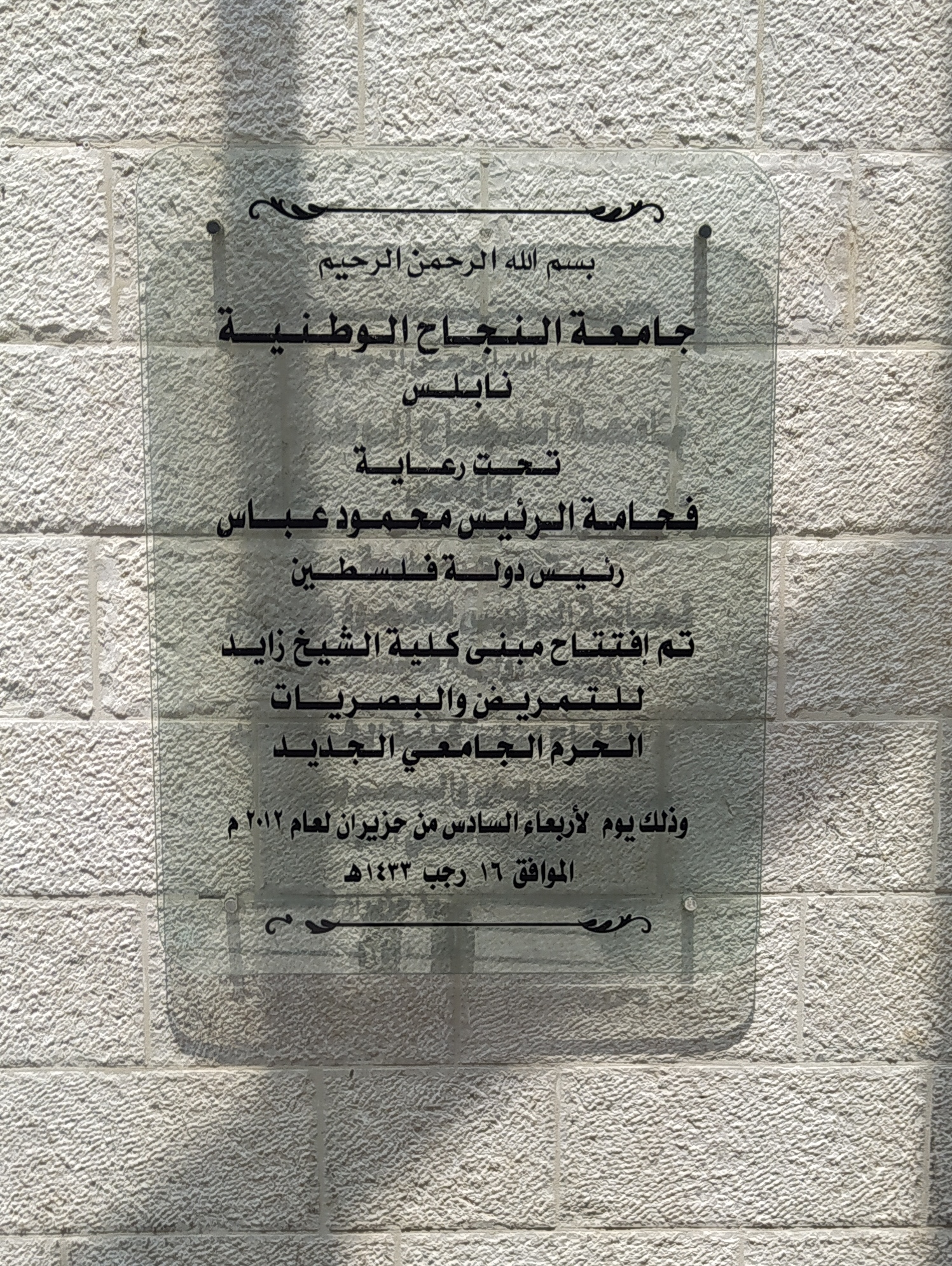
مبنى الشيخ زايد للتمريض والقبالة، جامعة النجاح الوطنية، نابلس، دولة فلسطين

بدأت العلاقات الفلسطينية الإماراتية الرسمية في عام 1968 عندما افتتح مكتب لمنظمة التحرير الفلسطينية في أبو ظبي وكان أول مدير له جميل إسماعيل حسن الرمحي، وفي 5 فبراير 1989 وضع الشيخ زايد وياسر عرفات حجر الأساس لسفارة دولة فلسطين وافتتحت في 2 مايو 2010. تُعد الإمارات أول دولة عربية تعترف بدولة فلسطين بعد إعلان استقلالها في عام 1988.
في 4 يناير 1989، قررت الإمارات اعتبار البعثة الفلسطينية لديها سفارةً لدولة فلسطين، واعتبار ممثلها سفيرًا لدولة فلسطين.
برز الشيخ زايد مؤسس الإمارات العربية المتحدة في فترة حكمه بتقديم الدعم السياسي والمادي للشعب الفلسطيني. يُطلق اسمه على عدة منشآت أبرزها مدينة الشيخ زايد السكنية في شمال قطاع غزة، وجناح الشيخ زايد للطوارئ في مجمع فلسطين الطبي، ومسجد الشيخ زايد بن سلطان آل نهيان.

### توتر العلاقات
في مايو 2019، شنت السلطات الإماراتية على الفلسطينيين المقيمين على أراضيها سلسلة من الملاحقات والاعتقالات تعرض لها العشرات من أنصار حركة حماس ومؤيدوا الرئيس الفلسطيني محمود عباس من حركة فتح.
في 21 مايو 2020، ذكر رئيس وزراء دولة فلسطين محمد اشتية أن الإمارات أرسلت مساعدات صحيّة بواسطة طائرة إلى مطار بن جوريون في إطار مواجهة جائحة فيروس كورونا، وأنها نسقت مع الطرف الإسرائيلي بدلًا من الطرف الفلسطيني أو السفير الفلسطيني عصام مصالحة لدى الإمارات. في 11 يونيو 2020 رفضت السلطة الفلسطينية استلام شحنة مساعدات طبية للمرة الثانية قادمة من الإمارات عبر مطار إسرائيلي ولنفس الأسباب.

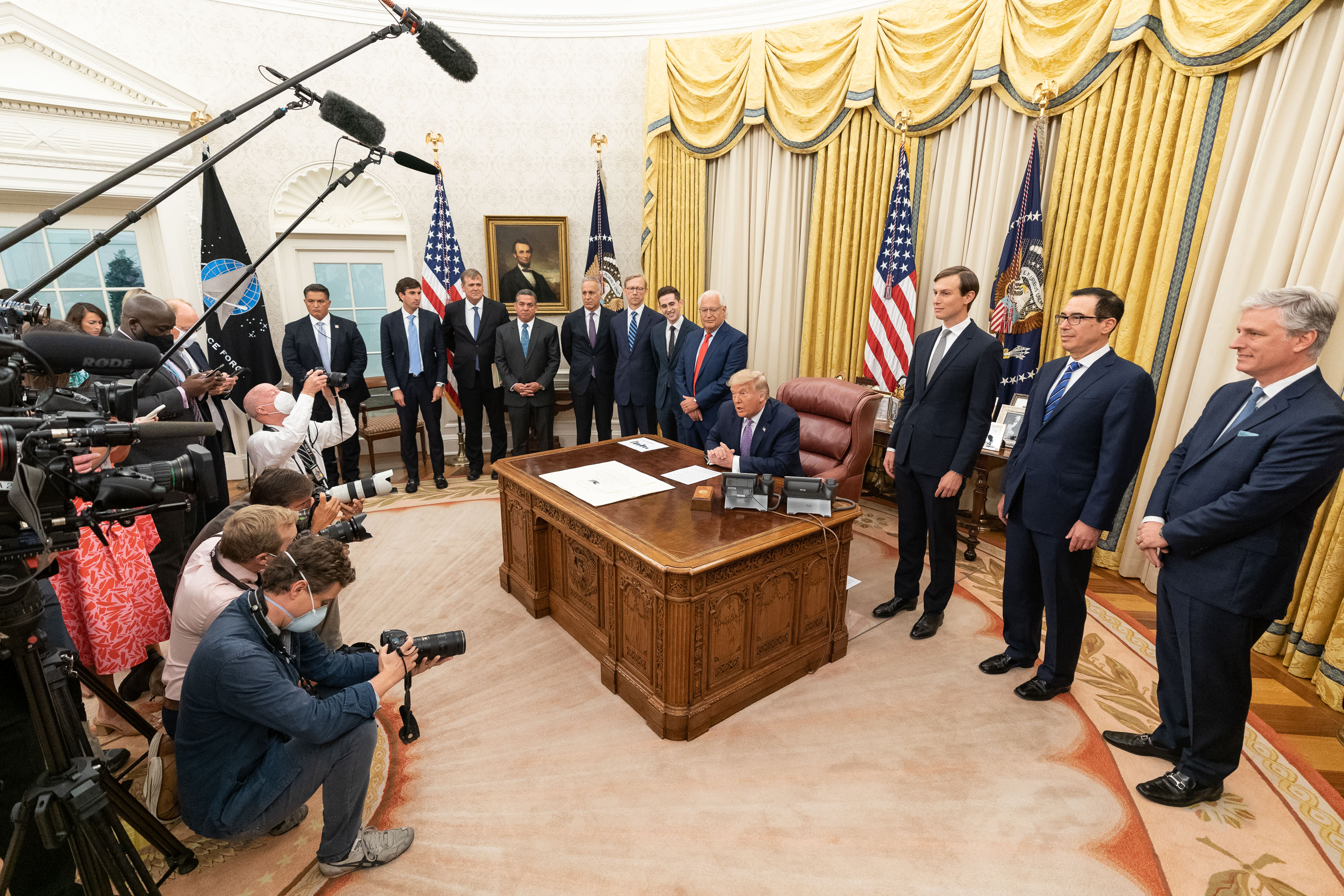
الرئيس الأمريكي دونالد ترامب يعلن لوسائل الإعلام الاتفاق من المكتب البيضاوي في البيت الأبيض بتاريخ 13 أغسطس 2020

في 13 أغسطس 2020، أعلن أنور قرقاش وزير الدولة الإماراتي للشؤون الخارجية عن موافقة بلاده على تطبيع العلاقات مع إسرائيل، وغرد محمد بن زايد أنَّ «الإمارات العربية المتحدة وإسرائيل اتفقتا أيضًا على التعاون ووضع خارطة طريق نحو إقامة علاقة ثنائية".» لذلك أصدر الرئيس الفلسطيني محمود عباس دعوةً لاجتماعٍ عاجل لإصدار بيانٍ حول الاتفاق الإماراتي الإسرائيلي. جاء فيه رفض القيادة الفلسطينية واستنكارها الشديدين للإعلان الثلاثي، وتأكيدها على أن منظمة التحرير الفلسطينية هي الممثل الشرعي والوحيد للشعب الفلسطيني، ولا يحق لدولة الإمارات التحدث بالنيابة عن الشعب الفلسطيني، كما اعتبر هذه الخطوة نسفًا للمبادرة العربية للسلام وقرارات القمم العربية والإسلامية والشرعية الدولية وعدوانا على الشعب الفلسطيني. كما أعلن رياض المالكي وزير الخارجية والمغتربين أنه بناءً على تعليمات الرئيس محمود عباس فقد استُدعي السفير الفلسطيني عصام مصالحة من دولة الإمارات وبشكل فوري.
في 17 أغسطس 2020، قررت الحكومة الفلسطينية إلغاء مشاركتها في معرض إكسبو 2020 الذي سيُقام في أكتوبر 2021 في دبي رفضًا للاتفاق الإماراتي الإسرائيلي.
في 5 فبراير 2021، أفادت التقارير أن تمويل الإمارات لوكالة الأمم المتحدة لإغاثة وتشغيل لاجئي فلسطين في الشرق الأدنى (الأونروا) قد انخفض بنسبة 98% في عام 2020. 

### عودة العلاقات
في 15 مايو 2022، زار الرئيس الفلسطيني محمود عباس دولة الإمارات العربية المتحدة لتقديم التعازي بوفاة الرئيس الإماراتي خليفة بن زايد وتقديم التهنئة للرئيس الجديد محمد بن زايد. تُعد هذه الزيارة التي استمرت ليوم الأولى منذ عام 2011.
في 30 مارس 2023، هنأ الرئيس الفلسطيني محمود عباس رئيس الإمارات العربية المتحدة محمد بن زايد آل نهيان بالتعيينات القيادية الجديدة.
في 6 يوليو 2023، أعلنت الإمارات عن تمويلها وكالة الأمم المتحدة لإغاثة وتشغيل اللاجئين الفلسطينيين في الشرق الأدنى بمبلغ 15 مليون دولار لدعم عمليات الوكالة وخدماتها وإعادة تأهيل الخسائر في مدينة جنين ومخيمها.

## جائحة كوفيد 19
في 11 مارس 2021، تسلمت وزارة الصحة الفلسطينية في قطاع غزة نحو 40 ألف جرعة من لقاح سبوتنيك في مُقدمة من الإمارات. كما قدمت لها في 26 يناير 2022 نحو مليون جرعة من لقاح سبوتنيك في.

## حرب غزة 2023
جراء الحرب الفلسطينية الإسرائيلية عام 2023، وما تبع ذلك من نزوح للفلسطينيين إلى جنوب قطاع غزة وتدمير إسرائيل للمستشفيات والمؤسسات الصحية. أسست جمعية الهلال الأحمر الإماراتي مشفًا ميدانيًا في مدينة رفح بسعة سريرية تقدر بحوالي 150 سريرًا وذلك في إطار عملية "الفارس الشهم 3".
ذكر يوسف العتيبة سفير الإمارات لدى الولايات المتحدة: «إن بلاده لا ترى “بديلا” لخطة الرئيس الأمريكي دونالد ترامب بشأن غزة حتى الآن.»